# Chieti Calcio 1997-1998
Questa pagina raccoglie le informazioni riguardanti il Chieti Calcio nelle competizioni ufficiali della stagione 1997-1998.

## Rosa
| N. |                   | Ruolo | Calciatore                   |
| -- | ----------------- | ----- | ---------------------------- |
|    | Italia (bandiera) | D     | Francesco Barbarella         |
|    | Italia (bandiera) | C     | Alessandro Berardi           |
|    | Italia (bandiera) | P     | Domenico Botticella          |
|    | Italia (bandiera) | D     | Vincenzo Bovio               |
|    | Italia (bandiera) | C     | Danilo D'Elia                |
|    | Italia (bandiera) | D     | Ercole D'Eustacchio          |
|    | Italia (bandiera) | C     | Mauro Di Bari                |
|    | Italia (bandiera) | C     | Alessandro Di Giovannantonio |
|    | Italia (bandiera) | C     | Oscar Di Matteo              |
|    | Italia (bandiera) | D     | Francesco Di Spirito         |
|    | Italia (bandiera) |       | Di Salvatore                 |
|    | Italia (bandiera) | C     | Augusto Gabriele             |
|    | Italia (bandiera) | A     | Daniele Galassi              |
|    | Italia (bandiera) | C     | Aldo Gardini                 |

| N. |                   | Ruolo | Calciatore         |
| -- | ----------------- | ----- | ------------------ |
|    | Italia (bandiera) | A     | Bruno Guardati     |
|    | Italia (bandiera) | A     | Massimiliano Laghi |
|    | Italia (bandiera) | A     | Walter Lapini      |
|    | Italia (bandiera) | D     | Sinone Madocci     |
|    | Italia (bandiera) | P     | Andrea Martire     |
|    | Italia (bandiera) |       | Pagliarini         |
|    | Italia (bandiera) | C     | Luca Palazzini     |
|    | Italia (bandiera) | D     | Enrico Paradisi    |
|    | Italia (bandiera) | P     | Fabrizio Pisano    |
|    | Italia (bandiera) | A     | Antonio Rebesco    |
|    | Italia (bandiera) | C     | David Ronchetti    |
|    | Italia (bandiera) | C     | Antonio Rubino     |
|    | Italia (bandiera) | D     | Lorenzo Tafuni     |
|    | Italia (bandiera) | A     | Stefano Turchi     |